# Ernst von Münchhausen
Ernst Freiherr von Münchhausen (* 30. September 1847 in Erfurt; † 14. Juni 1921) war ein deutscher Rittergutsbesitzer und Hofbeamter.

## Leben
Ernst von Münchhausen wurde geboren als Sohn des Oberregierungsrats Georg Freiherr von Münchhausen und der Angelika geb. Lüder. Nach dem Besuch der Klosterschule in Roßleben studierte er an der Rheinischen Friedrich-Wilhelms-Universität Bonn, der Georg-August-Universität Göttingen und der Friedrich-Wilhelms-Universität Berlin Rechtswissenschaften. 1868 wurde er Mitglied des Corps Borussia Bonn. Nach dem Studium wurde er Herr auf Straußfurt und Hobeck in der Provinz Sachsen. Er war Kreisdeputierter und Kammerherr.
Von Münchhausen war Rittmeister und Teilnehmer am Deutsch-Französischen Krieg. Er war verheiratet mit Elsbeth von der Malsburg-Escheberg.